# Marantaceae
Marantaceae is een botanische naam, voor een familie van eenzaadlobbige planten. Een familie onder deze naam wordt algemeen erkend door systemen voor plantensystematiek, en ook door het Cronquist- (1981), het APG- (1998) en het APG II-systeem (2003).
Het gaat om een middelgrote familie van honderden soorten in circa dertig genera. De familie komt pantropisch voor.
Met name het geslacht Calathea, dat het leeuwendeel van de soorten voor zijn rekening neemt, en Maranta worden wel gekweekt als sierplanten, voornamelijk om het blad. Sommige soorten worden gegeten: zie Arrowroot.